# Cheung Yee Keung
Cheung Yee Keung (Canton, 1947) è un artista marziale cinese, maestro di Kung Fu dello stile Hung Kuen (Hung Gar) e medico ortopedico.

## Biografia
Intenzionato fin da piccolo ad approfondire la conoscenza del Kung Fu, Cheung Yee Keung giovanissimo scappò dalla Cina comunista dove le arti marziali erano vietate, e approdò a Hong Kong per avvicinare il Gran Maestro Chan Hon Chung. Il Gran Maestro lo accolse nella sua scuola dove Cheung Yee Keung studiò e praticò con straordinaria dedizione lo stile Hung Gar e apprese i principi della medicina tradizionale cinese, seguendo le orme del suo maestro e specializzandosi nell'ortopedia.
Rimase per molti anni nella scuola di Chan Hon Chung, fin quando non decise di aprire una propria scuola-clinica basata sui principi tradizionali cinesi. La scuola ebbe un gran successo e arrivò a contare fino a 160 allievi.
In Italia, sono allievi diretti del maestro Keung il Sifu Michele Angelo Riolo (responsabile tecnico dello stile Hung Gar per l'Italia centro-meridionale) e il Sifu Giuseppe Turturo (responsabile tecnico dello stile Hung Gar per l'Italia settentrionale).

## Genealogia dei maestri di Hung Kuen (Hung Gar)
Chi Shin Chin
Hung Nei Kung
Lei Wu Tsi ------------------- > Lok Ha Choy
Ti Kiu San
Ta Mo Chun
Lam Fok Sen
Leon Pou San
Wong Tai
Wong Kei Yen
Wong Fei Hung
Lam Sai Wing ---------------------> Lam Jo
Chan Hon Chun